# Parada Intermodal
Intermodal es una parada de la línea Abetxuko - Unibertsitatea en el tranvía de Vitoria, explotado por Euskotren Tranbia. Fue inaugurada el 10 de julio de 2009 junto a todas las paradas del ramal de Abetxuko, desde la de Honduras hasta la de Kañabenta (entonces llamada Abetxuko). Fue la última parada en ser diseñada, y se pensó para facilitar el transbordo entre los usuarios de la estación intermodal de Vitoria (finalmente no construida) con las redes de transporte público de la ciudad.

## Localización
Se encuentra ubicada en la Calle Portal de Foronda, junto a la Rotonda de América Latina y el Parque de San Juan de Arriaga, cerca de la estación de autobuses.

## Líneas
| Procedencia/Destino | <                 | Línea | >        | Procedencia/Destino |
| ------------------- | ----------------- | ----- | -------- | ------------------- |
| Abetxuko            | Portal de Foronda | TVG   | Honduras | Unibertsitatea      |